# Xã Columbia, Quận Jackson, Michigan
Xã Columbia (tiếng Anh: Columbia Township) là một xã thuộc quận Jackson, tiểu bang Michigan, Hoa Kỳ. Năm 2010, dân số của xã này là 7.420 người.